# 허영의 소각

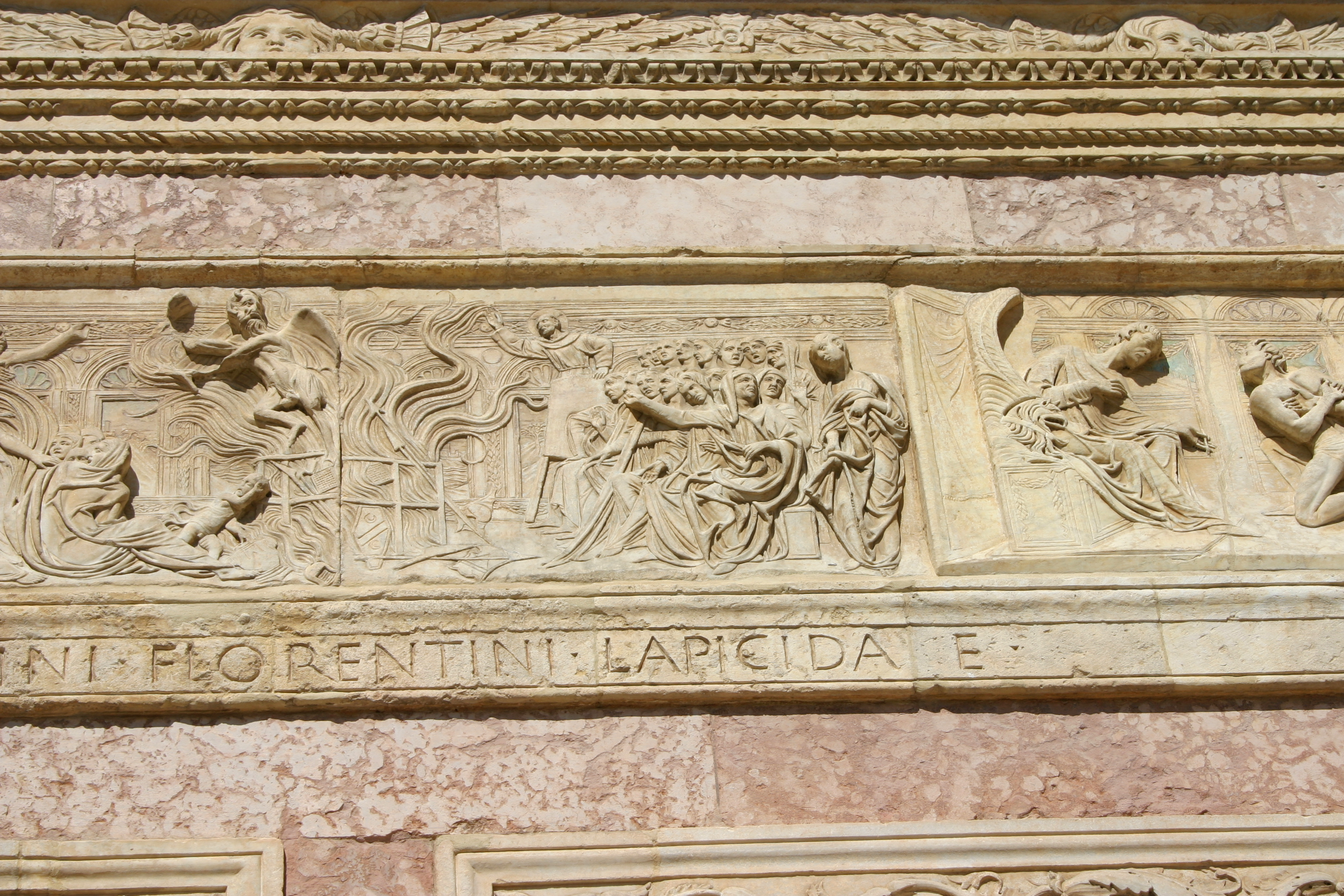

허영의 소각(이탈리아어: Falò delle vanità)은 1497년 '사보나롤라의 소년들'이라 불리던 10대 소년단이 세상을 정화한다는 목적으로 피렌체에 남아 있던 경건치 못한 모든 사치품을 꺼내 한자리에서 불태운 행사이다. 이 때 불속에 던져진 것들은 화장품, 액세서리, 의상, 오락기구 그리고 재미를 주는 서적과 예술품들이었다.

## 같이 보기
- 분서